# HD 538
HD 538是一个位于杜鹃座的红色恒星，光谱类型为M2III，视星等7.43，距离地球约331光年。